# Story of My Life
"Story of My Life" é uma canção da boy band britânica One Direction, gravada para seu terceiro álbum de estúdio Midnight Memories. Foi composta por Jamie Scott, John Ryan, One Direction e Julian Bunetta, sendo que sua produção foi feita por este último. A faixa foi lançada como o segundo single do disco em 28 de outubro de 2013.

## Videoclipe
Ben Winston produziu e dirigiu o clipe. O clipe foi lancado no dia 25 de novembro
Durante o clipe de "Story Of My Life", os meninos da boyband One Direction mostraram no clipe varias de suas fotos antigas
"Acho que isso vai ficar muito legal."
Conta Harry Styles enquanto se preparava para reviver uma cena de quando era criança ao lado de sua mãe.
Os meninos contaram com  ajuda de seus familiares para relembrar momentos da infancia.
Alem de mostrar as fotos durante o clipe , os garotos mostraram também a galpão onde gravaram a maior parte do clipe, que estava enfeitado de fotos  de diferentes momentos da infância e da adolescência dos meninos.

## Composição
"Story of My Life é uma canção folk rock com influências de neofolk, arena rock e rock alternativo. Após seu lançamento, o Idolator comparou a canção com as obras de Mumford & Sons, Ed Sheeran, Coldplay e Phillip Phillips.

## Recepção crítica
"Story of My Life" recebeu comentários positivos da crítica especializada. Sam Lanksy do Idolator chamou a faixa de "surpreendentemente grandiosa", e notou que ela era um "ponto maduro" entre a assinatura do grupo "jovial e divertido do pop rock" e uma "balada triste". do grupo assinatura "jovial pop-rock confecção[s]" e "baladas triste".Lanksy adicionou que a canção era "misericordiosa", e elogiou suas influências folk sem "cheiro de cerveja derramada". Amy Sciarretto do PopCrush deu a canção 4 de 5 estrelas, chamando-a de "uma canção contemplativa", elogiando-a por ser "mais memorável" do que qualquer um dos trabalhos anteriores do grupo. Sciarretto notou que a música ressoa os ouvintes de diferentes idades e mostra que One Direction "não é apenas uma boy band"; apesar de notar a música não era tão "cativante" como suas canções anteriores. Lauren Wheeler do CelebrityCafe deu a canção 5 de 5 estrelas, notando que as letras eram "reflexivas" e "muito mais profunda do que qualquer um de seus maiores sucessos". Wheeler acrescentou que a música mostrou que One Direction "não só têm alcance, mas também amadureceram através de sua música".

## Desempenho nas tabelas musicais
| Tabela musical (2013)                               | Melhor posição |
| --------------------------------------------------- | -------------- |
| Alemanha (Media Control Charts)                     | 1              |
| Austrália (ARIA Charts)                             | 1              |
| Áustria (Ö3 Austria Top 40)                         | 2              |
| Bélgica (Ultratop 50 de Flandres)                   | 3              |
| Bélgica (Ultratop 40 da Valônia)                    | 8              |
| Brasil (Brasil Hot 100 Airplay)                     | 32             |
| Brasil (Brasil Hot Pop Songs)                       | 10             |
| Bulgária (Bulgarian Association of Music Producers) | 1              |
| Canadá (Canadian Hot 100)                           | 3              |
| Coreia do Sul (Gaon Music Chart)                    | 2              |
| Dinamarca (Tracklisten)                             | 1              |
| Escócia (The Official Charts Company)               | 3              |
| Espanha (PROMUSICAE)                                | 1              |
| Estados Unidos (Billboard Hot 100)                  | 6              |
| Europa (Euro Digital Songs)                         | 2              |
| Finlândia (Suomen virallinen lista)                 | 1              |
| França (SNEP)                                       | 4              |
| Grécia (Greece Digital Songs)                       | 3              |
| Hungria (MAHASZ)                                    | 7              |
| Irlanda (IRMA)                                      | 1              |
| Itália (FIMI)                                       | 5              |
| Japão (Japan Hot 100)                               | 2              |
| Líbano (Libanese Association of the Phonograms)     | 1              |
| México (Monitor Latino)                             | 1              |
| Nova Zelândia (RIANZ)                               | 1              |
| Noruega (VG-lista)                                  | 6              |
| Países Baixos (MegaCharts)                          | 3              |
| Reino Unido (UK Singles Chart)                      | 2              |
| Suécia (Sverigetopplistan)                          | 3              |
| Suíça (Schweizer Hitparade)                         | 13             |

## Certificações
| País                       | Certificação |
| -------------------------- | ------------ |
| Alemanha (BVMI)            | Ouro         |
| Austrália (ARIA)           | 2× Platina   |
| Canadá (Music Canada)      | 2× Platina   |
| Dinamarca (IFPI Dinamarca) | Platina      |
| Estados Unidos (RIAA)      | 2× Platina   |
| Itália (FIMI)              | Ouro         |
| Japão (RIAJ)               | Platina      |
| México (AMPROFON)          | Platina      |
| Noruega (IFPI Noruega)     | 5× Platina   |
| Nova Zelândia (RIANZ)      | Platina      |
| Reino Unido (BPI)          | Ouro         |
| Suíça (IFPI Suíça)         | Ouro         |

## Cover de Natalie Imbruglia
Em 2022, a música foi regravada pela cantora australiana Natalie Imbruglia e lançada como single promocional, em virtude de sua participação no programa The Masked Singer UK, no qual atuou como a personagem Panda e foi consagrada a vencedora da edição.
Natalie interpretou a canção no quinto episódio da temporada, e também na grande final, escolhendo-a como sua principal performance. Logo após o anúncio de sua vitória, o single foi disponibilizado nas plataformas digitais, chegando a atingir o Top 30 da loja iTunes no Reino Unido e na Suécia.

### Single digital
- Versão Principal

1. "Story of My Life" - 4:05

### Paradas musicais
| Parada semanal (2022-24)                 | Posição |
| ---------------------------------------- | ------- |
| Israel (Radio Top 100 Rock)              | 4       |
| Reino Unido (UK iTunes Top 100 Rock)     | 1       |
| Reino Unido (UK Singles Downloads Chart) | 47      |
| Reino Unido (UK Singles Sales Chart)     | 49      |
| Suécia (iTunes Top 100 Rock)             | 71      |